# Олмос-Парк (Техас)
Олмос-Парк (англ. Olmos Park) — місто (англ. city) в США, в окрузі Беар штату Техас. Населення — 2180 осіб (2020).

## Географія
Олмос-Парк розташований за координатами 29°28′30″ пн. ш. 98°29′12″ зх. д. / 29.47500° пн. ш. 98.48667° зх. д. (29.474918, -98.486641).  За даними Бюро перепису населення США в 2010 році місто мало площу 1,61 км², уся площа — суходіл.

## Демографія
Згідно з переписом 2010 року, у місті мешкало 2237 осіб у 978 домогосподарствах у складі 587 родин. Густота населення становила 1393 особи/км².  Було 1096 помешкань (682/км²).
Расовий склад населення:
| - 94,1 % — білих - 0,8 % — азіатів - 0,6 % — корінних американців - 0,6 % — чорних або афроамериканців - 2,4 % — осіб інших рас |

До двох чи більше рас належало 1,5 %. Частка іспаномовних становила 20,0 % від усіх жителів.
За віковим діапазоном населення розподілялося таким чином: 24,7 % — особи молодші 18 років, 60,5 % — особи у віці 18—64 років, 14,8 % — особи у віці 65 років та старші. Медіана віку мешканця становила 44,2 року. На 100 осіб жіночої статі у місті припадало 101,4 чоловіків;  на 100 жінок у віці від 18 років та старших — 94,6 чоловіків також старших 18 років.
Середній дохід на одне домашнє господарство  становив 209 032 долари США (медіана — 118 917), а середній дохід на одну сім'ю — 294 911 долар (медіана — 210 417). Медіана доходів становила 123 333 долари для чоловіків та 57 917 доларів для жінок. За межею бідності перебувало 4,7 % осіб, у тому числі 8,6 % дітей у віці до 18 років та 7,1 % осіб у віці 65 років та старших.
Цивільне працевлаштоване населення становило 931 особа. Основні галузі зайнятості: освіта, охорона здоров'я та соціальна допомога — 26,6 %, науковці, спеціалісти, менеджери — 24,1 %, фінанси, страхування та нерухомість — 10,5 %, мистецтво, розваги та відпочинок — 7,0 %.